# لسلی کارلسون
لسلی مرل کارلسون (انگلیسی: Leslie Merle Carlson؛ ۲۴ فوریهٔ ۱۹۳۳ – ۳ مهٔ ۲۰۱۴) یک هنرپیشه اهل ایالات متحده آمریکا بود.